# BCL2L1
پروتئین ۱ شبه Bcl-2 (انگلیسی: BCL2-like 1) یک ژن در انسان است. این ژن، از طریق «پیرایش دگرسان»، دو پروتئین «Bcl-xL» و «Bcl-xS» را کُدگذاری می‌کند که اولی فعال‌کنندهٔ آپوپتوز و دومی بازدارندهٔ آپوپتوز است.

## عملکرد
پروتئین حاصل از این ژن که در غشاء بیرونی میتوکندری جای دارد، به خانواده Bcl-2 تعلق داشته و در تنظیم فرایند آپوپتوز دخالت دارد.

## تعامل‌های شیمیایی
این پروتئین با مولکول‌های زیر تعامل پروتئین-پروتئین دارد:
- APAF1[۶][۷]
- PPP1CA[۸]
- RAD9A[۹][۱۰]
- BIK[۹][۱۱][۱۲][۱۳]
- BAK1[۹][۱۴][۱۵][۱۶][۱۷]
- BAD[۱۴][۱۱][۱۰][۱۸][۸][۱۹][۲۰][۲۱][۲۲][۲۳][۲۴]
- BAX[۱۴][۱۸][۲۵][۱۲]

## برای مطالعهٔ بیشتر
- Ogata Y, Takahashi M (Sep 2003). "Bcl-xL as an antiapoptotic molecule for cardiomyocytes". Drug News & Perspectives. 16 (7): 446–52. doi:10.1358/dnp.2003.16.7.829356. PMID 14668940.